# Vita frun (vålnad)
För andra betydelser, se Vita frun

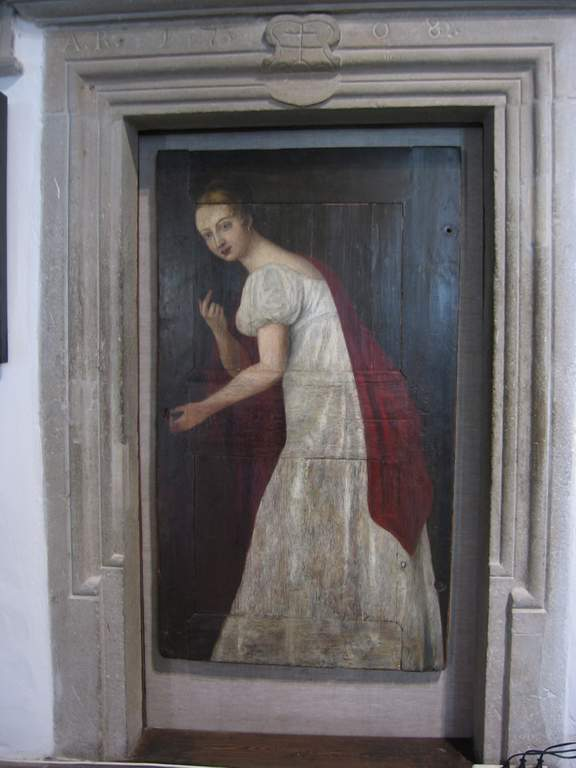
Målning av "Vita frun" i den slovakiska staden Levočas stadsmur.

Vita frun eller vita damen är en typ av kvinnlig vålnad som förekommer i myter över hela världen. Berättelserna förtäljer ofta att hon innan hon dog genomgick någon form av trauma. Ett vanligt tema är att hon förlorat eller blivit sviken av sin man eller trolovade. Vita frun förknippas ofta med vissa släkter och hon förebådar att någon i familjen ska dö.
Vita frun-historier är vanligen förknippade med större herresäten eller slott. Ofta rör det sig om historier om ättens anmoder som sägs ha avlidit under mystiska eller spektakulära omständigheter. Förutom att vita frun sägs visa sig för att förebåda om någons död kan hon också varna för till exempel eldsvådor.
Flera legender berättar att Vita frun hemsöker slott i flera europeiska kungahus. De äldsta kända historierna om denna form av vita frun härrör från 1600-talet, men den största spridningen av dessa berättelser skedde under 1800-talet. Vita frun påminner om andra kvinnliga spöken inom europeisk folktro - till exempel de irländska och keltiska sirenerna.
Legenderna är ofta lokalt förknippade och talar om en kvinna klädd i viktorianska kläder som ses på ensliga vägar ute på landet eller på större gårdar och slott. Legender om vita frun finns beskrivna från USA, Sydamerika, Europa, Skandinavien och Sydostasien. Vita frun förekommer också inom populärkulturen, speciellt inom skräckgenren. Vita frun är bland annat omskriven av August Strindberg i hans bok Legender, av Selma Lagerlöf i Nils Holgerssons underbara resa genom Sverige och Carl Snoilsky har skrivit en dikt som heter Vita frun. Snoilskys dikt bygger på en sägen om den blivande Gustav II Adolf som sägs ha uppträtt modigt vid ett möte med Vita frun.